# Belaguli, Channarayapatna
Belaguli là một làng thuộc tehsil Channarayapatna, huyện Hassan, bang Karnataka, Ấn Độ.